# Upper East Side
Pour le quartier de Miami, voir Upper Eastside.
L’Upper East Side, littéralement « Côté Est Supérieur », est un quartier du nord-est de l'arrondissement de Manhattan à New York, débutant à la 59e rue et situé entre Central Park et l'East River. On y trouve également l'ancien quartier de Yorkville, autour de la 86e rue et de la Troisième Avenue.

## Géographie

### Localisation
L'Upper East Side est situé dans l'Upper Manhattan, partie nord de l'arrondissement de Manhattan, à New York. N'étant pas un quartier administratif, ses frontières peuvent être sujettes à caution.

### Quartiers limitrophes
Le quartier est frontalier d'East Harlem au Nord, de Roosevelt Island à l'Est, de Midtown East au Sud et de Central Park à l'Ouest.

## Urbanisme

### Morphologie urbaine
Le quartier possède un plan en damier. Les rues sont parallèles les unes aux autres, tout comme les avenues. Ce plan rationnel a été adopté en 1811 pour le nord de Manhattan, afin de maîtriser la croissance anarchique de la ville tout en améliorant la circulation.

## Histoire
L'Upper East Side a été parfois surnommé le « district des bas de soie » (Silk Stocking District). Il est habité par une population très aisée, et le prix de l'immobilier se situe parmi les plus élevés des États-Unis. L'Upper East Side est réputé pour ses habitants célèbres comme Spike Lee, George Soros, Woody Allen, Michael Bloomberg, Rupert Murdoch ou Madonna mais également pour ses écoles privées (Nightingale-Bamford School), ses hôtels luxueux (Plaza Hotel, Carlyle Hotel, Plaza Hotel Athenee, Four Seasons, The Pierre Hotel), le lycée français et ses lieux de sortie connus à travers le monde, des magasins de luxe aux restaurants chics.
Jusqu'à ce que la ligne de chemin de fer qui le traverse du nord au sud soit recouverte, vers 1910, la partie la plus cossue se situait du côté de Central Park, tandis qu'à l'est de Lexington Avenue se trouvait une zone résidentielle beaucoup plus populaire. Sur un promontoire face à l'East River, on construisit au XIXe siècle de belles villas de banlieue. La dernière à subsister de cette époque est Gracie Mansion, la demeure des maires de New York.

## Population et société

### Enseignement
L'Upper East Side compte un total de 22 écoles publiques et 39 écoles privées, allant de la maternelle au secondaire. La majorité de ces établissements — respectivement 20 écoles publiques et 32 écoles privées — se situent dans la partie nord de l'Upper East Side, entre la 76e rue au sud et la 97e rue au nord.
Les établissements scolaires publics dépendent du Département de l'Éducation de la ville de New York. On compte parmi ceux-ci, la liste n'étant pas exhaustive :
- Écoles primaires et inférieures
  - Robert Louis Stevenson School (PS 183)
  - The Lower Lab School (PS 77)
  - The New School of Manhattan (PS 290)
  - East Side Middle School
  - Lillie Devereux Blake School (PS 6)
  - Bayard Taylor (PS 158)
  - Senator Robert F. Wagner Middle School (JHS 167)

- Écoles secondaires
  - Talent Unlimited High School
  - Eleanor Roosevelt High School
  - Urban Academy Laboratory High School

- Autres :
  - Hunter College High School
  - Marymount Manhattan College

L'Upper East Side est également réputé pour ses établissements privés, le quartier abritant la majorité des écoles privées de l'ensemble de la ville de New York.

## Culture locale et patrimoine

### Musées
- Metropolitan Museum of Art
- Musée Guggenheim
- Cooper–Hewitt, Smithsonian Design Museum
- Académie américaine des beaux-arts
- Neue Galerie
- Asia Society
- The Frick Collection
- Musée de la ville de New York
- Musée juif

### Patrimoine
- Église Saint-Ignace-de-Loyola
- Église Saint-Thomas-More

### Dans les arts et la culture

#### Dans la littérature
L'Upper East Side est le cadre de nombreux romans et récits. Nombre des œuvres littéraires de J. D. Salinger, résident du quartier sur Park Avenue, se déroulent dans le quartier. La série de romans Gossip Girl de Cecily von Ziegesar, qui a passé sa scolarité à la Nightingale-Bamford School, suit la vie d'adolescents de l'Upper East Side.
Parmi les œuvres littéraires se déroulant dans l'Upper East Side, on compte notamment :
- Petit Déjeuner chez Tiffany de Truman Capote ;
- American Psycho de Bret Easton Ellis ;
- L'Attrape-cœurs de J. D. Salinger ;
- Franny et Zooey de J. D. Salinger ;
- Dressez haut la poutre maîtresse, charpentiers de J. D. Salinger ;
- Le Diable s'habille en Prada de Lauren Weisberger ;
- Le Bûcher des vanités de Tom Wolfe ;
- Gossip Girl de Cecily von Ziegesar.

#### Dans la culture populaire
Ce quartier est le lieu principal où se déroule l'intrigue de la série télévisée Gossip Girl.